# نافورة الشوكولاتة

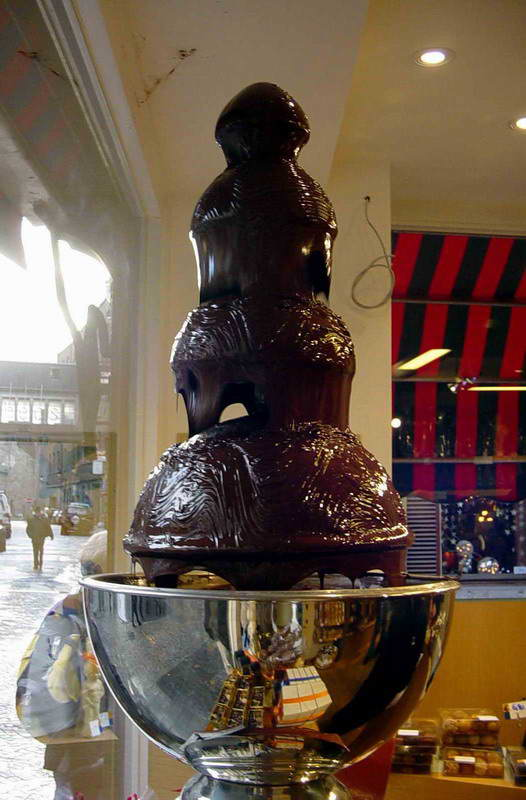
نافورة شوكولاتة معروضة في واجهة محل في بروكسل عاصمة بلجيكا.

نافورة الشوكولاتة عبارة عن جهاز يستخدم من أجل تقديم فوندو الشوكولاتة. يكون الجهاز على شكل يشبه المخروط المدرّج، والذي يتألف من حوض تترتب فوقه أواني ذات أقطار متناقصة حتى الوصول إلى القمة بارتفاع قد يتراوح بين 2-4 قدم (60 - 120 سم).
عادةَ ما يسخن الحوض من أجل الاحتفاظ بالشوكولاتة في الحالة المذابة، والتي تسحب من أسفل الحوض إلى أسطوانة مركزية شاقولية في مركز الجهاز تكون مزودة بناقل لولبي من أجل نقل الشوكولاتة المذابة إلى أعلى الجهاز، حيث تنساب من هناك على شكل شلال إلى أسفل الحوض لترفع مرة أخرى.
يوضع عادة الجهاز على طاولات النقديم أو على طاولة خاصة في المأدبات، بحيث يمكن تغميس الفراولة (الفريز) أو المارشميللو.

## متفرقات
إن أطول نافورة شوكولاتة في العالم موجودة في باتيسري جان-فيليب في منتجع بيلاجيو في مدينة بارادايس في ولاية نيفادا الأمريكية.

## اقرأ أيضاً
- فوندو
- شوكولاتة